# 须弥葛
须弥葛（学名：[Pueraria wallichii] 错误：{{Lang}}：文本有斜体标记（帮助））为豆科葛属的植物。分布在不丹、缅甸、锡金、尼泊尔、印度、泰国以及中国大陆的云南、西藏等地，生长于海拔1,700米的地区，多生在山坡灌丛中，目前尚未由人工引种栽培。

## 别名
喜马拉雅藤（西藏植物名录） 瓦氏葛藤（中国主要植物图说）